# Djafar Djabbarli
Djafar Djabbarli (en azéri : Cəfər Qafar oğlu Cabbarlı), né le 20 mars 1899 à Xızı (Empire russe) et mort le 31 décembre 1934 à Bakou (République socialiste soviétique d'Azerbaïdjan), est un dramaturge et poète azéri, « Ouvrier d'art émérite de la RSS d'Azerbaïdjan » (1933), pionnier du réalisme socialiste dans le théâtre azerbaïdjanais.

## Biographie
Djafar Djabbarli est issu d'une famille pauvre de paysan. Après la mort de son père en 1902, sa famille déménage à Bakou. Au départ, Djafar étudie le Coran, après, il entre à l'école où il reçoit l’enseignement du père du grand poète Mikail Muchfig. Djafar termine ses études dans une école russo-tatare. Là, il suit l’enseignement de Suleiman Sani Akhundov et Abdulla Shaig. Il étudie l'électromécanique à l'École polytechnique.
À cette époque, Djafar publie ses premiers poèmes dans les revues « Babayi-Emir »,« Molla Nasreddin » et « Chkola ». En 1920, il entre à l'Université d'État d'Azerbaïdjan à la Faculté de médecine, mais en raison d'un manque d'intérêt pour la médecine, il est rapidement transféré à la Faculté des études orientales. En même temps, il assiste à un cercle de théâtre. En 1929, il est diplômé de l'Université d'État d'Azerbaïdjan.

## Son œuvre
En 1915, il publie ses premiers poèmes et histoires satiriques, qui sont dirigés contre l'inégalité sociale, l'impuissance féminine et le retard.
En 1916, il écrit le drame historique Nasreddin Shah, dans lequel il dénonce le despotisme féodal en Iran.
D'autres pièces de l'écrivain, Aydin (1922) et Oktay El-oglu (1923), dépeignent la dure réalité. 
En 1923-1924, il écrit le poème La tour de la jeune fille, qui est basé sur la légende du destin tragique des femmes dans l'Est féodal. 
En 1927, il écrit la tragédie historique Fiancée du feu sur le chef légendaire du soulèvement de libération, Babek, qui est dirigée contre la religion de l'islam et l'oppression féodale.
En 1931, Djafar Djabbarli écrit la pièce En 1905, où il montre la situation des affrontements interethniques entre « Tatars » (Azerbaïdjanais) et Arméniens lors de la première révolution russe en Transcaucasie.
Il écrit sa pièce Sévil pour inciter les femmes à enlever le voile. Après le spectacle de nombreuses femmes venues voilées jettent le voile. 
Il est l'auteur du livret de l'opéra Chah-Sénem de Reinhold Glière, et de nombreux scénarios. 
Il est également traducteur des œuvres de W. Shakespeare, F. Schiller, P. Beaumarchais, L. N. Tolstoy, M. Gorky et de nombreux auteurs russes et européens en azerbaïdjanais.

## À sa mémoire
sont nommés:
- Théâtre dramatique d'État d'Azerbaïdjan d'Erevan
- Studio de cinéma d'État « Azerbaïdjanfilm »
- Théâtre dramatique à Gandja
- Musée national du théâtre d'Azerbaïdjan
- Bibliothèque républicaine de la jeunesse
- rue et station de métro à Bakou
- un poème musical est dédié à la mémoire de Djafar Djabbarli